# Аурелиан, Петре
Петре Себешану Аурелиан (рум. Petre Sebeșanu Aurelian; 13 декабря 1833, Слатина — 24 января 1909, Бухарест) — румынский экономист, публицист, государственный деятель, премьер-министр Королевства Румыния с 2 декабря 1896 до 12 апреля 1897. Президент Румынской академии (1900—1904).

## Биография
Окончил колледж «Sfântul Sava» в Бухаресте. Затем в 1856—1860 годах обучался во Франции в Высшей школе агрономии Grignon. После возвращения на родину, работал инженером в Министерстве общественных работ, был профессором в сельскохозяйственной школе Pantelimon, а также редактором изданий «Monitorul» и «Agronomia».
Инициатор и руководитель многочисленных экономических и научно-культурных обществ в Румынии. Избирался депутатом, сенатором, президентом Сената (1896), мэром Бухареста (1895). Был министром общественных работ (1877—1878 и 1887—1888), министром сельского хозяйства и образования (1882—1884 гг), министром внутренних дел (1897). Один из организаторов высшего сельскохозяйственного образования и научных экономических исследований в Румынии. Будучи сторонником аграрной реформы 1864 года, выступал за модернизацию сельского хозяйства и улучшение положения крестьянства. Одновременно боролся за промышленное развитие страны. Был учредителем и руководителем периодических изданий: «Мониторул комунелор» («Monitorul comunelor»), «Агрономия» («Agronomia»), «Ревистэ штинцификэ» («Revista stintifica»), «Экономия руралэ» («Economia rurala»), «Экономика националэ» («Economica nationala»). Автор многих статей и научных работ.
П. Аурелиан в 1871 году был избран членом Румынской академии и был её президентом в 1900—1904 гг.

## Избранные публикации
- Catehismul economiei politice. Вuс., 1869;
- Terra nostra, Buc., 1875; 1880;
- Cum se poate fonda industriam Romania, Вuс., 1881;
- Schite asupra starii economice a Romaniei" m secolue el XVIII lea. Вuс., 1882;
- Politica noastra comerciala fata cu conventiile de comert. Вuс., 1885;
- Elemente de economie politica. Вuс., 1888;
- Politica noastra vamala, Вuс., 1890;
- Espositiuneanationala de arte si industrie de la Moseva, Вuс. 1883;
- Citeva pagini din economia rurala a Rusiei, Вuс., 1886;
- Opere economice. Texte alese, Вuс., 1967